# Löss-Löwenzahn
Der Löss-Löwenzahn (Taraxacum serotinum), auch Spät-Löwenzahn und Spätblühender Löwenzahn genannt, ist eine Pflanzenart aus der Gattung Löwenzahn (Taraxacum) in der Familie der Korbblütler (Asteraceae). Im deutschsprachigen Raum ist die Art ausschließlich in Österreich heimisch.

## Beschreibung

### Vegetative Merkmale
Der Löss-Löwenzahn ist eine ausdauernde krautige Pflanze, die Wuchshöhen von meist 5 bis 20 Zentimeter erreicht. Alle Laubblätter bilden eine grundständige, dem Boden angedrückte Rosette. Die derben, fast ledrigen Laubblätter sind rasch in einen meist kurzen, breiten Blattstiel verschmälert und weisen einen Dimorphismus auf: die im Frühling entwickelten Rosettenblätter sind ungeteilt, elliptisch bis schwach verkehrt-eiförmig und am Rand fein gezähnelt. Erst die zur Blütezeit entwickelten, innersten Rosettenblätter sind tief schrotsägeförmig, so wie man es vom häufigen Gewöhnlichen Löwenzahn kennt. Anfangs sind die Laubblätter zumindest unterseits graufilzig, später verkahlen sie. Der Schaft ist röhrig, blattlos, unverzweigt und zumindest oberwärts dicht weißwollig.

### Generative Merkmale
Die Blütezeit des Löss-Löwenzahns reicht in Mitteleuropa von August bis Oktober. Der Blütenstand ist ein Korb und misst meist 30–40 Millimeter im Durchmesser. Die Korbhülle ist mehrreihig. Die äußeren Hüllblätter sind schmal, linealisch bis eilanzettlich, undeutlich berandet, nicht gänzlich zurückgeschlagen und viel kürzer als die inneren. Der Korbboden weist keine Spreublätter und zahlreiche gelborange Zungenblüten auf. Eine Blüte besitzt fünf Staubblätter. Die Staubfäden sind frei aber die Antheren miteinander zu einer Röhre verwachsen. Der unterständige Fruchtknoten weist einen Griffel mit zwei Narben auf.
Der Fruchtkörper der Achäne ist glatt oder schwach schuppig-stachelig und, ohne einen kegeligen Spitzenabschnitt (sogenannte „Pyramide“) aufzuweisen, in einen haarförmigen Schnabel zusammengezogen, der rund ein- bis zweimal so lang wie der Fruchtkörper ist. Der Pappus ist gelblich-weiß bis blassgrau und die Pappushaare sind ungefiedert.

### Chromosomenzahl
Die Chromosomenzahl beträgt 2n = 16.

## Ökologie
Beim Löss-Löwenzahn handelt es sich um einen Hemikryptophyten.
Der Korb verhält sich als bestäubungsbiologische Einheit (Pseudanthium) und wirkt auf die bestäubenden Insekten wie eine einzelne Blüte. Im Gegensatz zu den meisten anderen Arten aus der Gattung Löwenzahn (Taraxacum) pflanzt sich der Löss-Löwenzahn sexuell fort. Die Früchte (Achänen) werden mit Hilfe des fallschirmähnlichen Pappus durch den Wind verbreitet (Anemochorie).
Der Löss-Löwenzahn gilt als recht weideresistent, was auf die besonders im Frühling flach dem Boden angepressten und daher für die Weidetiere nur schwer erreichbaren Rosettenblätter zurückzuführen ist. Durch das Verschwinden der Viehweiden in den letzten Jahrzehnten kam es zu einem Bestandsrückgang des Löss-Löwenzahns. Die Art gilt als Charakterart des Hainsalbei-Furchenschwingel-Lösstrockenrasens (Astragalo exscapi-Crambetum tatariae = Salvio nemorosae-Festucetum rupicolae).

## Systematik
Aufgrund der sexuellen Fortpflanzung ist der Löss-Löwenzahn gut abgrenzbar und wird in die Sektion Taraxacum sect. Dioszegia (= Taraxacum sect. Serotina) gestellt.

## Verbreitung
Der Löss-Löwenzahn ist in Ostmittel-, Südost- und Osteuropa sowie in Südwest- und Zentralasien heimisch. In Österreich erreicht der Löss-Löwenzahn seine westliche Verbreitungsgrenze.
In Österreich tritt der Löss-Löwenzahn im pannonischen Gebiet selten auf Lösswänden, Trockenrasen und Wegen über Löss in der collinen Höhenstufe auf. Die Vorkommen beschränken sich auf die Bundesländer Wien, Niederösterreich und das Burgenland. Die Art gilt in Österreich als stark gefährdet.

## Bilder

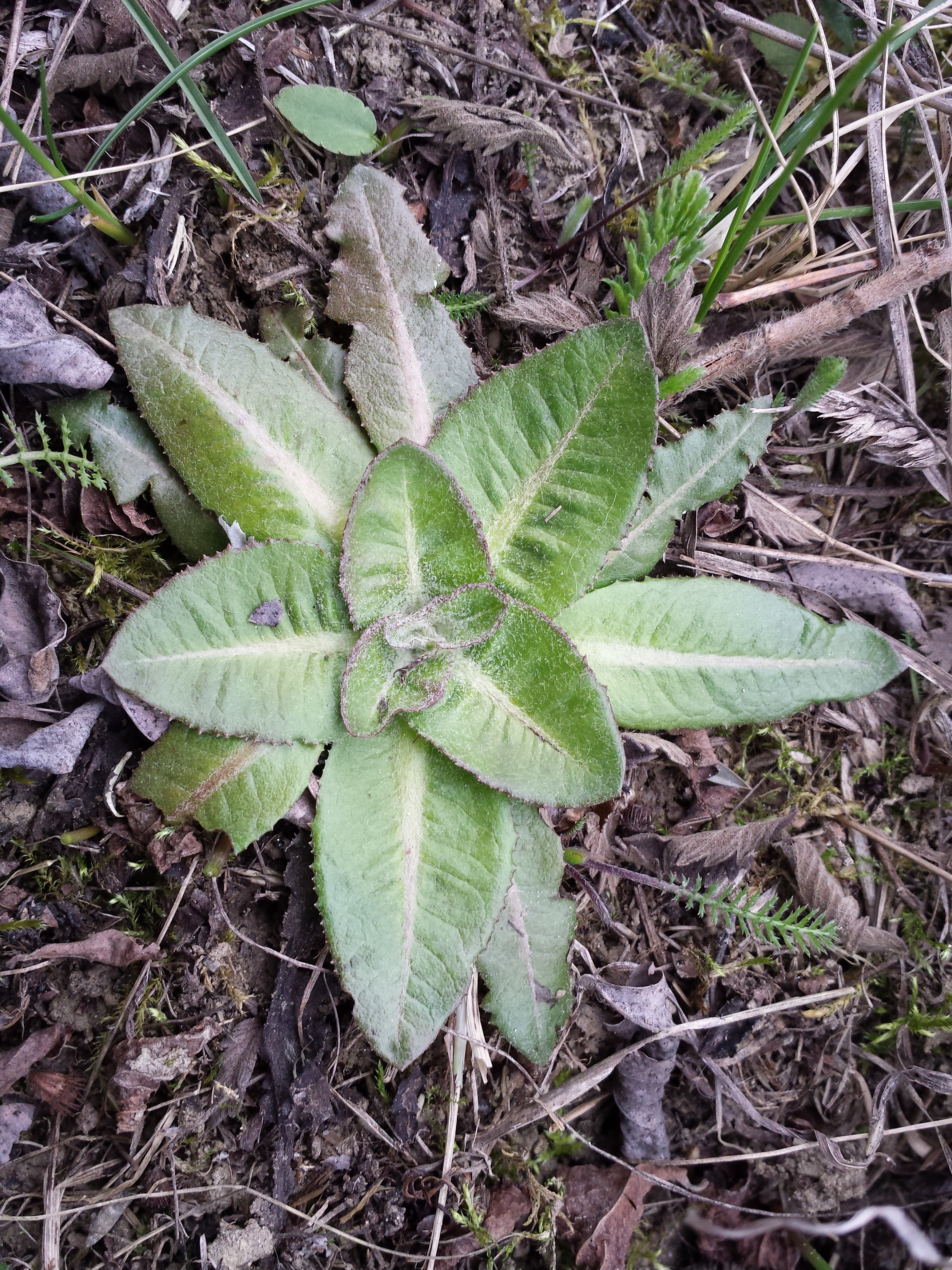
Eine Laubblattrosette im März: die Blätter sind graufilzig und am Rand scharf gezähnelt.
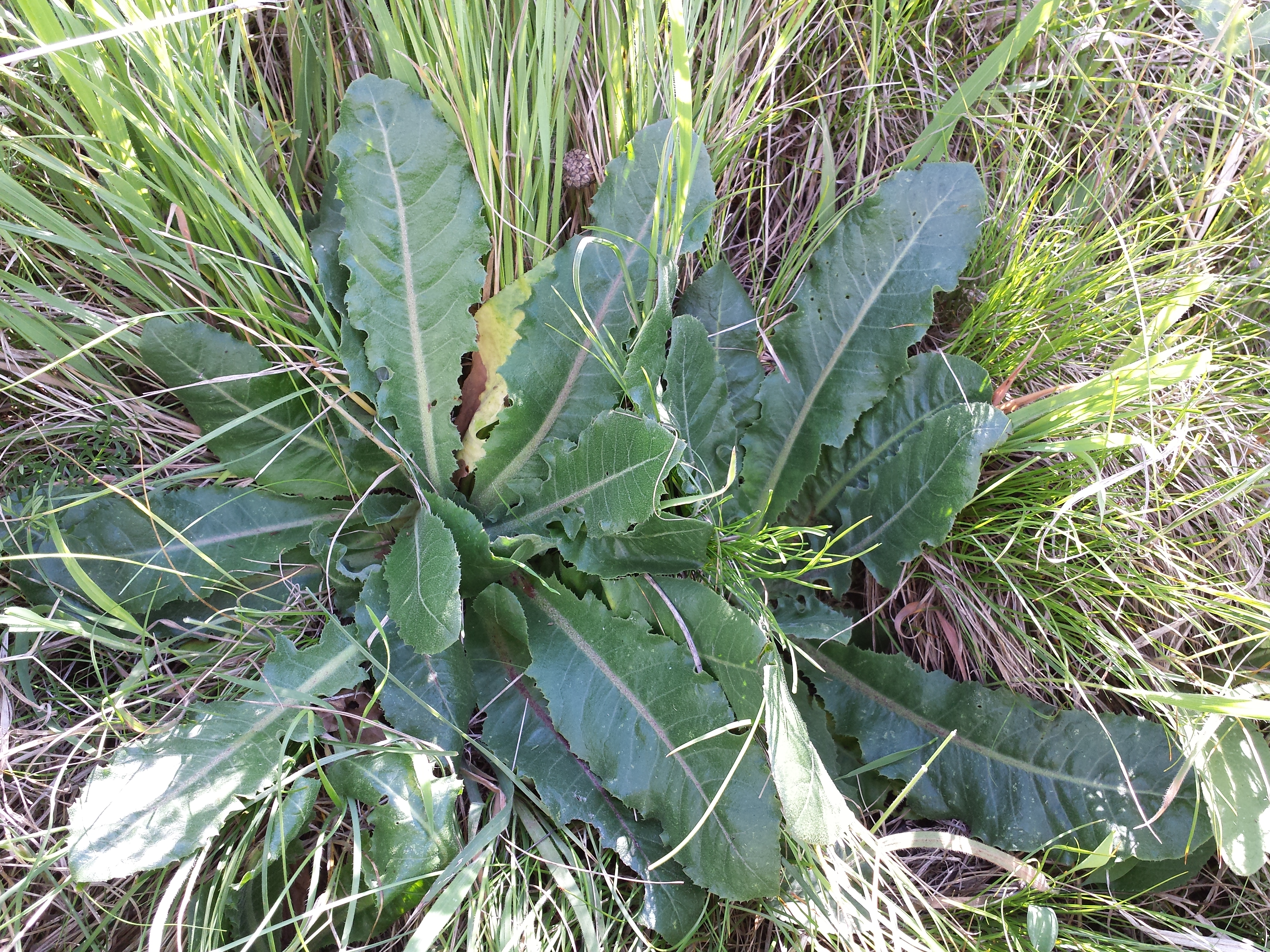
Laubblattrosetten im Juni: die derben Blätter liegen dem Boden an und sind noch nicht schrotsägeförmig.
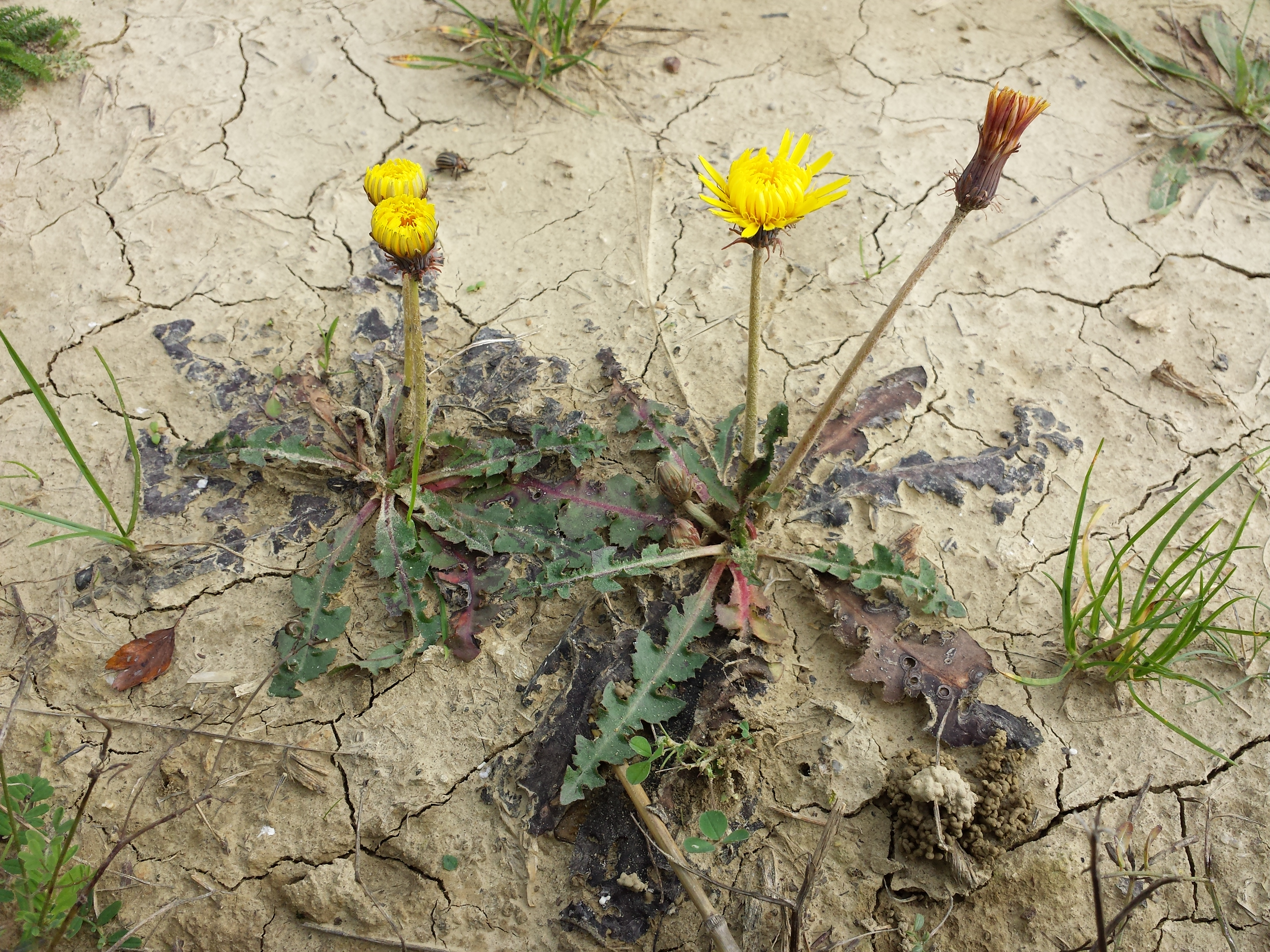
Im September sind die Blätter bereits tief schrotsägeförmig.
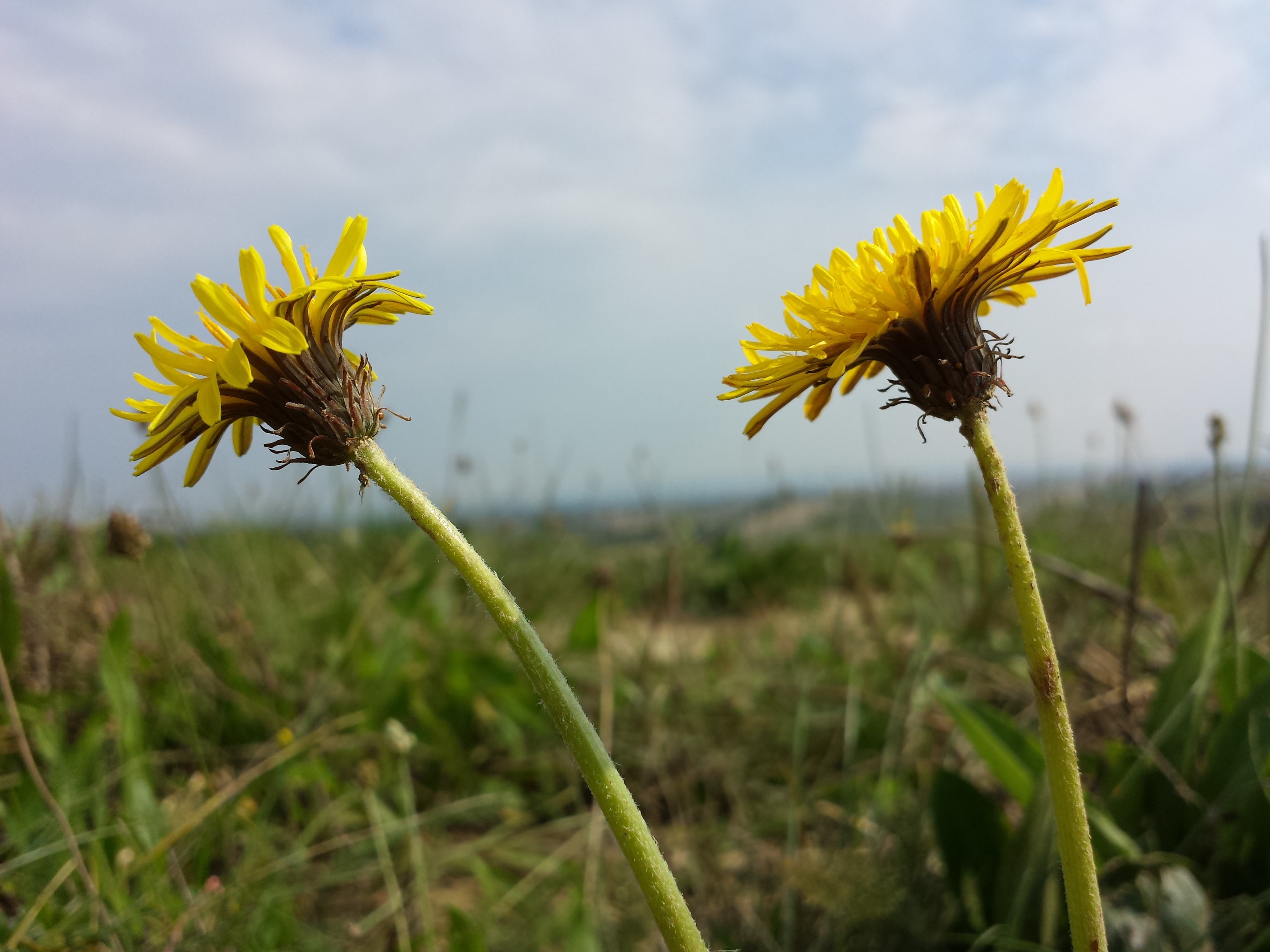
Der Schaft ist oberwärts dicht weißwollig behaart.
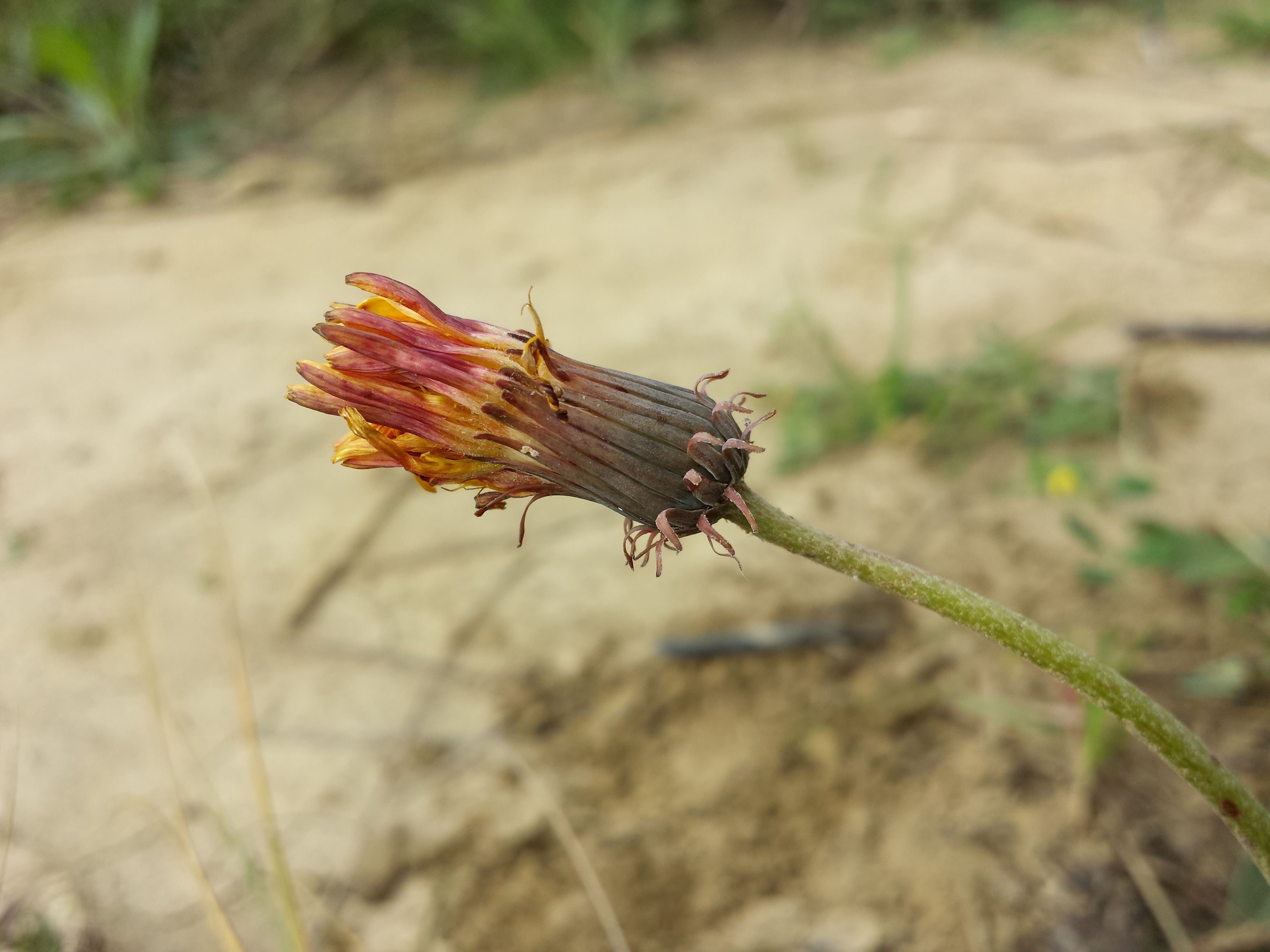
Die äußeren Hüllblätter sind nicht ganz zurückgeschlagen, die Zungen von gelboranger Farbe.
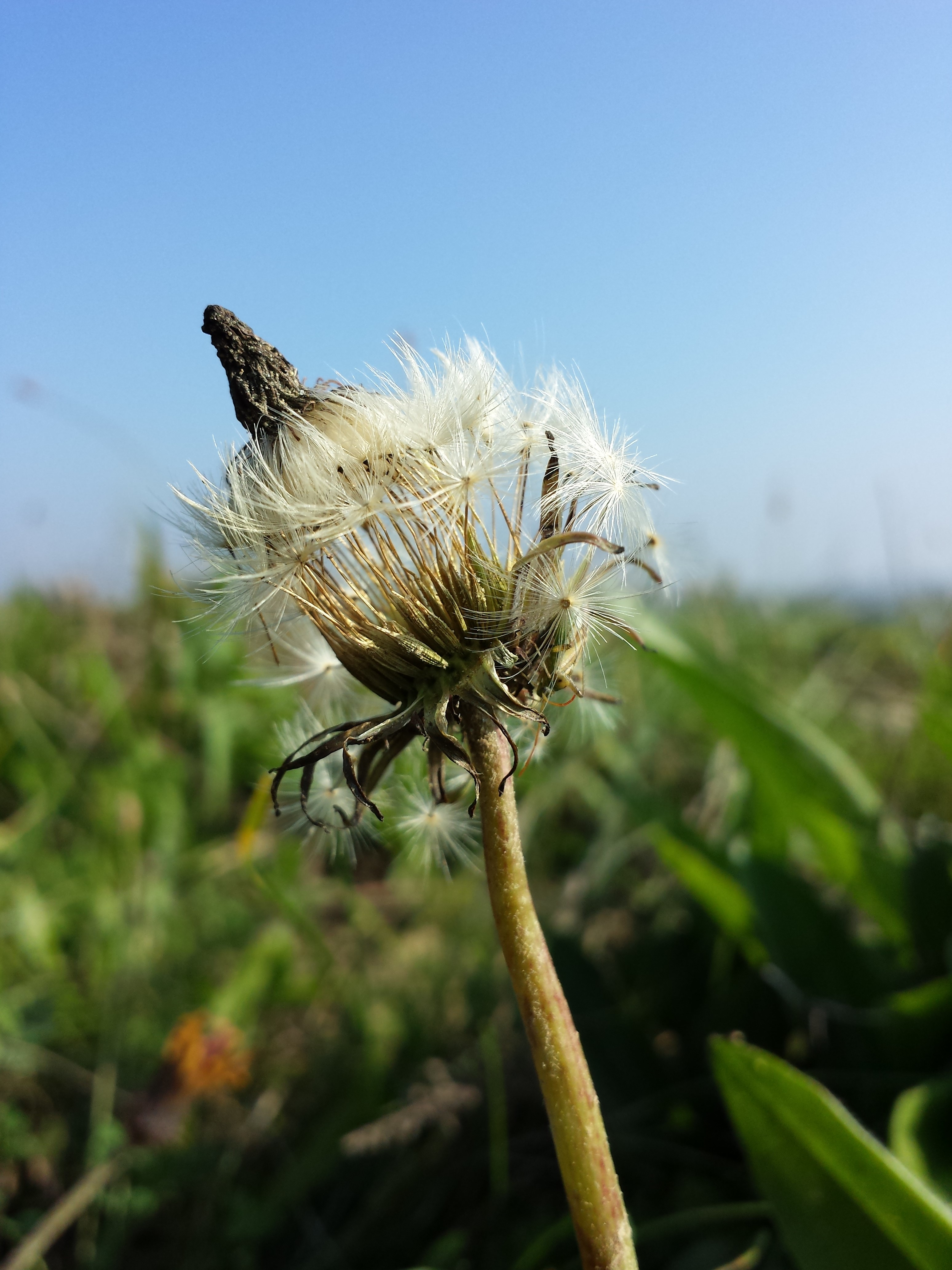
Der Pappus ist, anders als bei den meisten anderen Löwenzahn-Arten, nicht reinweiß, sondern gelblich-weiß bis blassgrau.
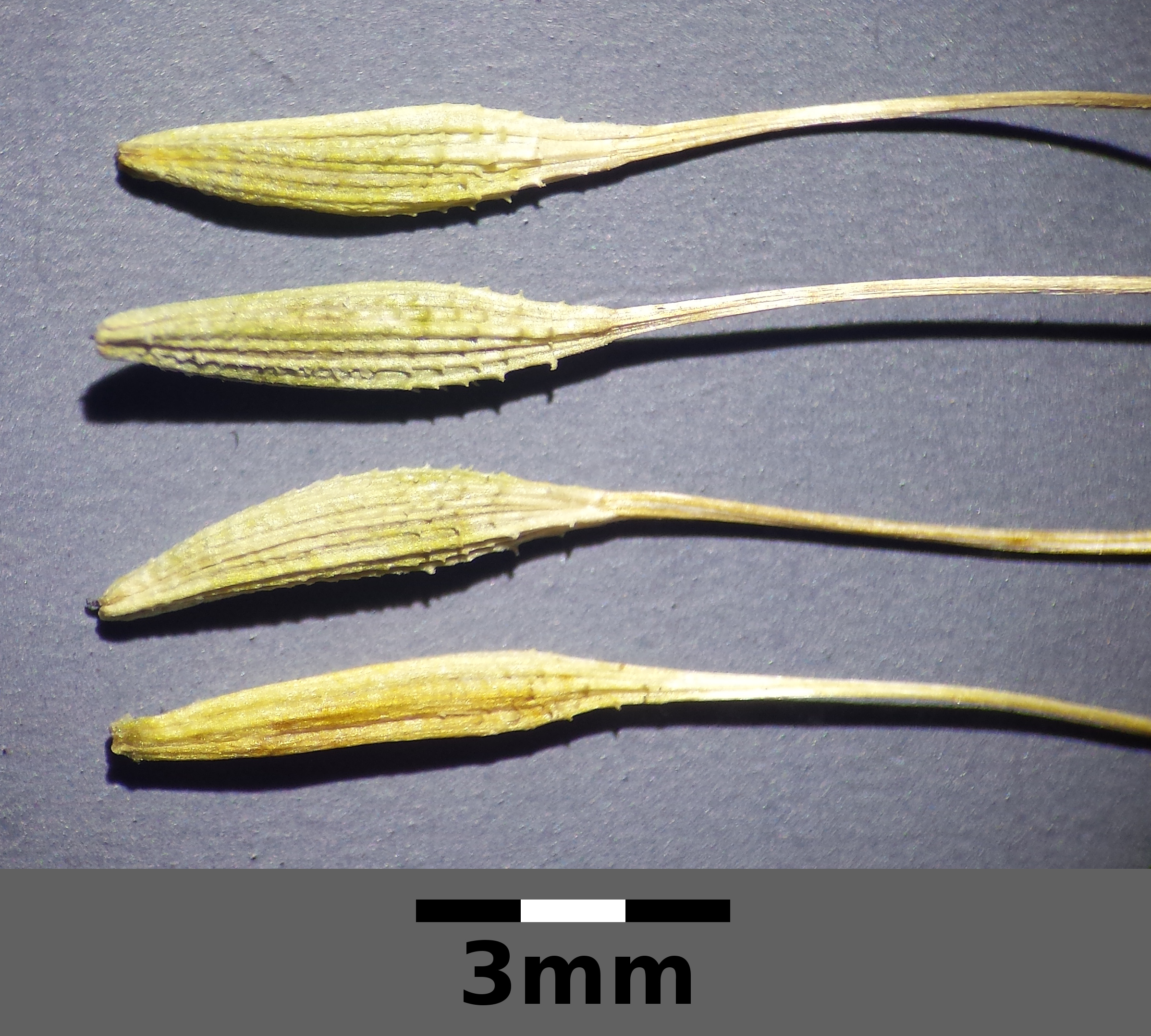
Die Fruchtkörper der Achänen sind etwas gerippt, höchstens schwach stachelig und gehen kontinuierlich in den dünnen Schnabel über.
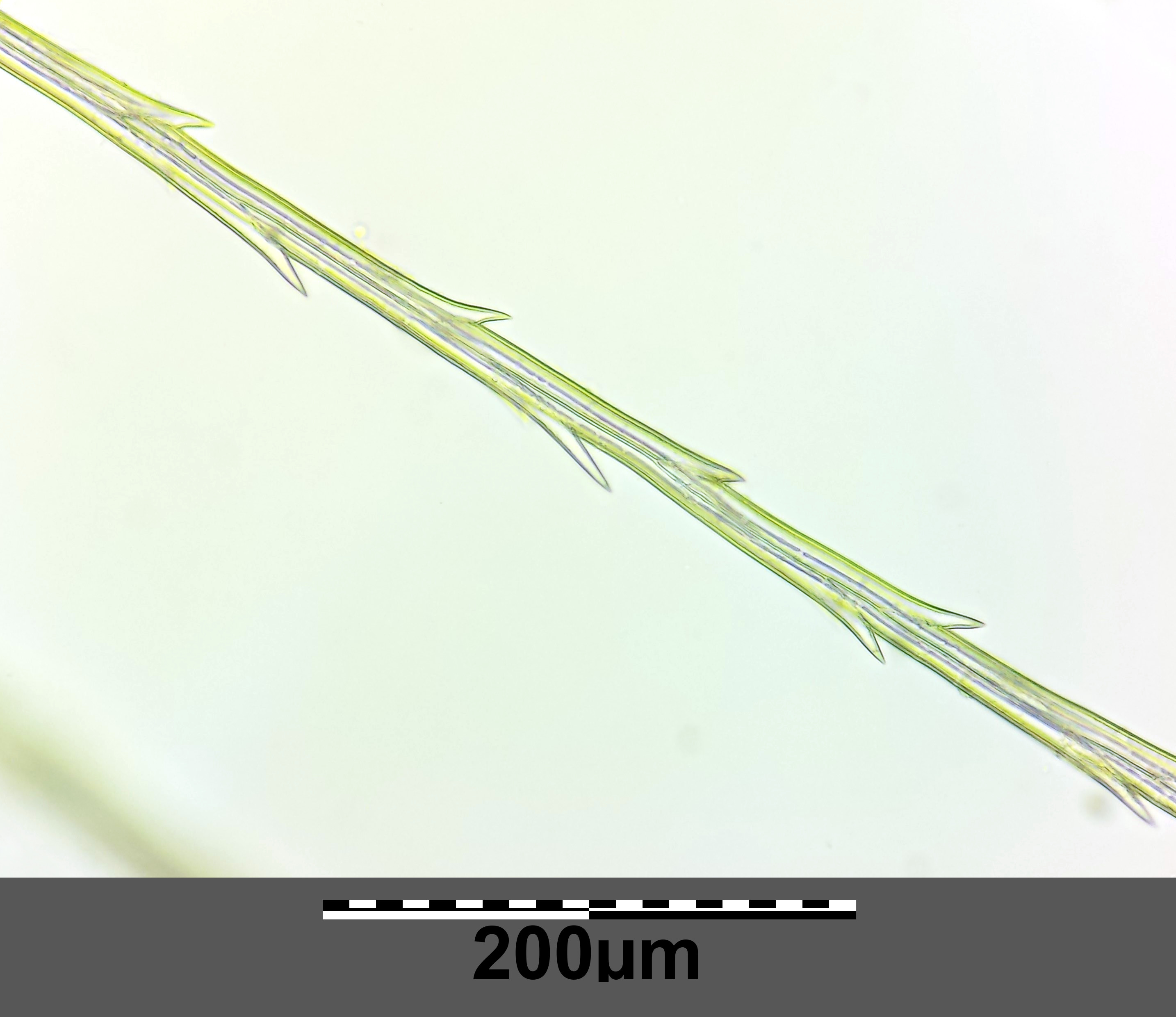
Pappushaar